# Castillo de Alcañices
El castillo de Alcañices fue un castillo situado en la villa de Alcañices, al noroeste de la provincia de Zamora, junto a la frontera con Portugal.
En el año 1210 pertenecía a la encomienda de la Orden templaria hasta su disolución. El rey Alfonso IX de León concedió el castillo a los templarios en 1211, y en él se celebraron varios capítulos provinciales de la orden. En la actualidad no se aprecian restos y, en el mejor de los casos, se confunden con la muralla.